# Liste der Stolpersteine in Fürstenwalde/Spree

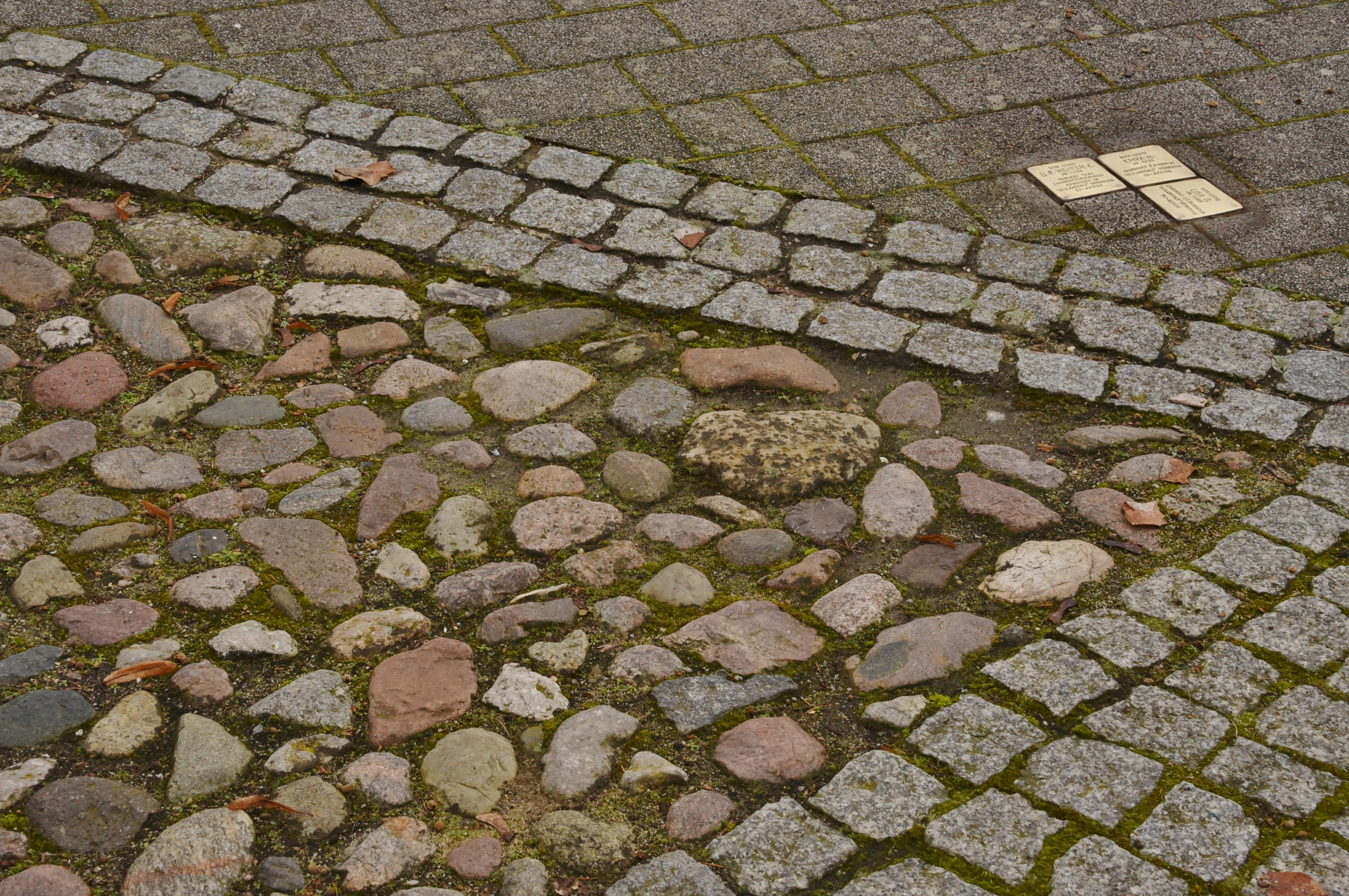
Stolpersteine in Fürstenwalde

Die Liste der Stolpersteine in Fürstenwalde/Spree umfasst jene Stolpersteine, die vom Kölner Künstler Gunter Demnig in der brandenburgischen Stadt Fürstenwalde/Spree verlegt wurden. Stolpersteine erinnern an das Schicksal der Menschen, die von den Nationalsozialisten ermordet, deportiert, vertrieben oder in den Suizid getrieben wurden. Die Stolpersteine wurden vom Kölner Künstler Gunter Demnig konzipiert und werden in der Regel von ihm vor dem letzten selbstgewählten Wohnsitz des Opfers verlegt.
Die erste Verlegung in Fürstenwalde/Spree erfolgte am 30. November 2005.

## Verlegte Stolpersteine
In Fürstenwalde wurden bis Mai 2022 insgesamt 75 Stolpersteine vor 25 ehemaligen Wohnhäusern verlegt. Weitere vier Stolpersteine befinden sich im Museum Fürstenwalde.

### Vor Wohnhäusern
| Stolperstein | Inschrift | Verlegeort (und -datum)                                                    | Name, Kurzbiographie |
| ------------ | --- | -------------------------------------------------------------------------- | --- |
|              | HIER WOHNTE EUGEN BRANDT JG. 1880 'SCHUTZHAFT' 1938 SACHSENHAUSEN DEPORTIERT 1943 ERMORDET IN AUSCHWITZ                                                            | Mühlenstraße 5c (Verlegt am 03.12.2019)                                    | Eugen Brandt kam am 8. Juni 1880 in Birnbaum zur Welt. 1912 heiratete er Rosa Hoffmann. Der Ehe entstammten drei Kinder. 1920 zog die Familie nach Fürstenwalde und betrieb in ihrem Wohnhaus ein Geschäft. Während der Novemberpogrome 1938 wurde er verhaftet und war bis zum 14. Dezember 1938 im Konzentrationslager Sachsenhausen inhaftiert. Nach einem kurzen Aufenthalt in Berlin wurde das Ehepaar 1943 in das Vernichtungslager Auschwitz-Birkenau deportiert und ermordet.                                                                |
|              | HIER WOHNTE GERDA BRANDT JG. 1914 FLUCHT 1938 BRASILIEN | Mühlenstraße 5c (Verlegt am 03.12.2019)                                    | Gerda Philippine Villemor Amaral Brandt kam am 21. September 1914 in Rathenow zur Welt. 1939 floh sie nach Brasilien. Sie starb 2013 in Salvador da Bahia im Kreise ihrer Familie. Sie sprach nie mit ihren Nachfahren über ihre jüdische Vergangenheit. |
|              | HIER WOHNTE ROSA BRANDT GEB. HOFFMANN JG. 1891 DEPORTIERT 1943 ERMORDET IN AUSCHWITZ                                                                               | Mühlenstraße 5c (Verlegt am 03.12.2019)                                    | Rosa Hoffmann kam am 27. Januar 1891 in Birnbaum zur Welt. Ihr jüngster Sohn Werner Brandt wurde in Fürstenwalde geboren. Nach der Haft ihres Mannes zogen sie nach Berlin. Von dort wurde das Ehepaar am 12. Januar 1943 in das Vernichtungslager Auschwitz-Birkenau deportiert und dort ermordet. |
|              | HIER WOHNTE RUDOLPH BRANDT JG. 1913 FLUCHT 1938 FRANKREICH MIT HILFE ÜBERLEBT                                                                                      | Mühlenstraße 5c (Verlegt am 03.12.2019)                                    | Rudolph Brandt kam am 14. August 1913 in Rathenow zur Welt. 1920 zog die Familie nach Fürstenwalde. Unmittelbar nach der Inhaftierung seines Vaters Eugen Brandt, verließ er Deutschland. Er lebte versteckt bis Kriegsende in Frankreich und starb am 05. Februar 1989 in Andorra. |
|              | HIER WOHNTE WERNER BRANDT JG. 1923 DEPORTIERT 1943 ERMORDET IN AUSCHWITZ                                                                                           | Mühlenstraße 5c (Verlegt am 03.12.2019)                                    | Werner Brandt kam am 15. Mai 1923 in Fürstenwalde zur Welt. Nach der Freilassung seines Vaters Eugen Brandt zog er mit seinen Eltern nach Berlin. Werner teilte das Schicksal seiner Eltern, und wurde am 26. Februar 1943 in das Vernichtungslager Auschwitz-Birkenau deponiert und ermordet. Sein genaues Todesdatum ist nicht bekannt. |
|              | HIER WOHNTE SOPHIE DAVIDSOHN GEB. DAVIDSOHN JG. 1874 DEPORTIERT 1943 ERMORDET IN AUSCHWITZ                                                                         | Fischerstraße / Ecke Eisenbahnstraße (Verlegt am 29.09.2006)               | Sophie Davidsohn kam im Jahr 1874 in Kletzko zur Welt. In Fürstenwalde lebte sie als Witwe, bis sie am 2. März 1993 mit dem 32. Transport im Rahmen der „Fabrik-Aktion“ mit weiteren 1756 Menschen in das Vernichtungslager Auschwitz-Birkenau deportiert und dort ermordet wurde. |
|              | HIER WOHNTE FRIEDA EISIG GEB. ROSENTHAL JG. 1881 GEDEMÜTIGT / ENTRECHTET FLUCHT IN DEN TOD 18.5.1935                                                               | Friedrich‑Engels‑Straße / Ecke Otto‑Nuschke‑Straße (Verlegt am 03.12.2019) | Frieda Eisig kam im Jahr 1881 in einer jüdischen Familie zur Welt. Nach dem Boykott-Aufruf gegen jüdische Mitbürger im Jahr 1933 liefen die Geschäfte immer schlechter. Sie nahm sich am 18. März 1935 das Leben und ist auf dem jüdischen Friedhof in Fürstenwalde beerdigt. |
|              | HIER WOHNTE GEORG EISIG JG. 1877 DEPORTIERT 1943 ERMORDET IN AUSCHWITZ                                                                                             | Otto-Nuschke-Straße (Ecke Friedrich-Engels-Straße) (Verlegt am 03.12.2019) | Georg Eisig kam am 19. Januar 1877 in Posen zur Welt. Zusammen mit seiner Frau Frieda führte er ein Geschäft für Weißwaren in Fürstenwalde. Nach der Auswanderung seines Sohnes, versuchte er ihm nach Neuseeland zu folgen. Doch seine Flucht gelang ihm nicht und er wurde am 26. Februar 1943 nach Auschwitz deportiert und ermordet. |
|              | HIER WOHNTE HEINZ EISIG JG. 1908 FLUCHT 1936 NEUSEELAND | Otto-Nuschke-Straße (Ecke Friedrich-Engels-Straße) (Verlegt am 03.12.2019) | Heinz Eisig kam am 13. Juli 1908 in Schmiegel zur Welt. Er war Lehrling in einer Import-Export-Firma in Berlin. Nach der Machtübernahme Hitlers und dem Suizid seiner Mutter immigrierter er nach Neuseeland zu fliehen. Er starb im Jahr 1953 in Neuseeland infolge eines Krebsleidens. |
|              | HIER WOHNTE DR. HERBERT FLATAUER JG. 1893 DEPORTIERT 1942 THERESIENSTADT ?                                                                                         | Eisenbahnstraße 8 (Verlegt am 30.11.2005)                                  | Dr. Herbert Flatauer kam am 7. März 1893 in Fürstenwalde zur Welt. Seine Eltern betrieben ein großes Kaufhaus im Zentrum der Stadt. Er promovierte in Medizin. 1939 wurde er verhaftet. Am 26. Juni 1942 wurde er über Königsberg nach Maly Trostinec bei Minsk deportiert und ermordet. |
|              | HIER WOHNTE FRITZ JULIUS FRIEDLÄNDER JG. 1901 'SCHUTZHAFT' 1938 SACHSENHAUSEN 1938-45 ZWANGSARBEIT VERSTECKT / ENTDECKT BEFREIT VERSEHENTLICH ERSCHOSSEN 23.4.1945 | Karl-Liebknecht-Straße 60 (Verlegt am 06.09.2017)                          | Fritz Julius Friedländer kam am 26. August 1901 in Weißenfels zur Welt. 1932 heiratete er Klara Charlotte Werwinski und zog nach Fürstenwalde. 1938 wurde er verhaftet und ins KZ Sachsenhausen gebracht. Er leistete Zwangsarbeit Berlin und Fürstenwalde. Am 23. April 1945 wurde er durch sowjetische Soldaten versehentlich erschossen. |
|              | HIER WOHNTE ALBERT GENZ JG. 1882 1933 SCHUTZHAFT GESTAPOHAFT ZWANGSARBEIT TOT 27.2.1938                                                                            | August-Bebel-Straße 32 (Verlegt am 30.11.2005)                             | Albert Friedrich Karl Genz kam am 10. April 1882 in Anklam zur Welt. Als Vorsitzender der Ortsgruppe der SPD, wurde er 1933 durch die Nationalsozialisten in Sonnenburg inhaftiert. Er wurde zur Zwangsarbeit bei der Firma Pintsch verurteilt und starb 1938 infolge einer Rippenfellentzündung. |
|              | HIER WOHNTE JOHANNA GERBER GEB. LEWIN JG. 1873 MEDIZINISCHE HILFE VERWEIGERT TOT 24.3.1942                                                                         | Eisenbahnstraße 122 (Verlegt am 17.11.2009)                                | Johanna Gerber kam am 8. März 1873 in Krumfließ zur Welt. Zusammen mit ihrem Mann führte sie in der Eisenbahnstraße ein Geschäft für Damenkonfektion. Aufgrund eines Oberschenkelhalsbruchs war sie bettlägerig. Medizinische Hilfe wurde ihr verwehrt. Sie verstarb 1942 im Jüdisches Krankenhaus Berlin. |
|              | HIER WOHNTE MAX GERBER JG. 1874 DEPORTIERT 1942 THERESIENSTADT TREBLINKA ERMORDET                                                                                  | Eisenbahnstraße 122 (Verlegt am 17.11.2009)                                | Max Gerber kam am 30. November 1874 in Zempelburg zur Welt. Zusammen mit seiner Frau führte er ein Geschäft für Damenkonfektion in der Eisenbahnstraße. Einige Monate nach dem Tod seiner Frau 1942, wurde er zunächst ins Ghetto Theresienstadt und anschließend ins Vernichtungslager Treblinka deportiert, wo er ermordet wurde. |
|              | HIER WOHNTE BETTY HEYMANN GEB. WEINKRANTZ JG. 1882 DEPORTIERT 1942 SOBIBOR ERMORDET                                                                                | Reinheimer Straße 11 (Verlegt am 17.11.2009)                               | Betty Heyman kam am 5. September 1882 in Bartenstein zur Welt. Sie heiratete David Heymann und zog mit ihm im Jahr 1911 nach Fürstenwalde. Nach der Pogromnacht 1938 wurde das Geschäft der Familie zerstört. Sie zogen daraufhin nach Berlin. Das Ehepaar wurde am 13. Juni 1942 in das Vernichtungslager Sobibor deportiert und ermordet. |
|              | HIER WOHNTE DAVID HEYMANN JG. 1878 DEPORTIERT 1942 SOBIBOR ERMORDET                                                                                                | Reinheimer Straße 11 (Verlegt am 17.11.2009)                               | David Heymann kam am 27. Februar 1878 in Körlin an der Persante zur Welt. Im Jahr 1911 zog er zusammen mit seiner Frau nach Fürstenwalde. Am 9. November 1938 wurde sein „Hamburger Engros-Lager“ mit Kurz- und Wirkwaren zerstört. Am 13. Juni 1942 wurde er zusammen mit seiner Frau in das Vernichtungslager Sobibor deportiert und ermordet. |
|              | HIER WOHNTE ERICH HEYMANN JG. 1912 DEPORTIERT 1943 AUSCHWITZ ERMORDET                                                                                              | Reinheimer Straße 11 (Verlegt am 17.11.2009)                               | Erich Heymann kam am 8. August 1912 in Fürstenwalde zur Welt. Er machte in Berlin eine Ausbildung zum Karikaturisten, die er jedoch nach der nationalsozialistischen Machtübernahme abbrechen musste. Am 1. März 1943 wurden Erich und Fanni in das Vernichtungslager Auschwitz-Birkenau deportiert und dort ermordet. |
|              | FANNI HEYMANN GEB. KLAPPHOLZ JG. 1914 DEPORTIERT 1943 ERMORDET IN AUSCHWITZ                                                                                        | Reinheimer Straße 11 (Verlegt am 07.05.2012)                               | Fanni Klappholz kam am 2. Dezember 1914 in Berlin in einer jüdischen Familie zur Welt. Im Jahr 1939 wohne sie in der Linienstraße 125. Sie heiratete den aus Fürstenwalde stammenden Erich Heymann. Am 1. März 1943 wurden Erich und Fanni in das Vernichtungslager Auschwitz-Birkenau deportiert und dort ermordet. |
|              | HIER LEBTE ILSE HEYMANN VERH. PAULL JG. 1917 FLUCHT 1937 USA ÜBERLEBT                                                                                              | Reinheimer Straße 11 (Verlegt am 07.05.2012)                               | Ilse Heymann kam am 1. Januar 1917 in Berlin in einer jüdischen Familie zur Welt. Am 16. Juni 1937 flüchtete Ilse über Southampton in England auf dem Dampfer „Paris“ in die USA. Sie starb am 7. Mai 1999 an den Folgen eines Schlaganfalles. |
|              | HIER WOHNTE HILDE RUTH HIRSCH GEB. STORCH JG. 1913 FLUCHT 1939 ENGLAND                                                                                             | Eisenbahnstraße 147 (Verlegt am 06.09.2017)                                | Hilde Storch kam am 6. Januar 1913 in Bukowitz zur Welt. Sie zog 1929 nach Fürstenwalde und führte dort mit ihrer Familie ein Geschäft für Damen- und Herrenkonfektion. Am 18. August 1937 heiratete sie in Fürstenwalde Werner Hirsch. Sie floh zusammen mit ihrem Mann 1939 nach England und verstarb 1999 dort. |
|              | WERNER HIRSCH JG. 1907 'SCHUTZHAFT' 1938 SACHSENHAUSEN FLUCHT 1939 ENGLAND                                                                                         | Eisenbahnstraße 147 (Verlegt am 09.09.2017)                                | Werner Hirsch kam am 9. März 1907 in Dortmund zur Welt. Am 18. August 1937 heiratete er in Fürstenwalde Hilde Storch. Während der Novemberpogrome in der Nacht vom 9. November 1938 wurde Werner Hirsch verhaftet und im KZ Sachsenhausen in „Schutzhaft“ genommen. Nach seiner Haft bekam er die Auflage, Deutschland unverzüglich zu verlassen. Er floh 1939 nach England. Seine Frau folgte ihm später nach. Er verstarb 1991 in London. |
|              | HIER WOHNTE FRIEDA KLOPSTOCK GEB. BÜTOW JG. 1890 DEPORTIERT 1943 ERMORDET IN AUSCHWITZ                                                                             | Dr. Wilhelm-Kürz-Straße 45 (Verlegt am 29.09.2006)                         | Frieda Bütow kam am 5. Juli 1890 in Soldau im Kreis Allenstein zur Welt. Am 27. August 1921 heiratete sie den Chemiker Dr. Hans Klopstock. Hans starb am 12. Dezember 1938 im Konzentrationslager Sachsenhausen. Nach seinem Tod musste Frieda die Wohnung in der Dr.-Wilhelm-Külz-Straße 45 verlassen und zog am 1. März 1939 mit Hanna Ruth zur Untermiete nach Berlin. Am 3. Februar 1943 wurde sie von Berlin mit dem Osttransport Nr. 28 nach Auschwitz-Birkenau deportiert und ermordet.                                                       |
|              | HIER WOHNTE DR. HANS KLOPSTOCK JG. 1879 VERHAFTET 9.11.1938 SACHSENHAUSEN TOT 12.12.1938                                                                           | Dr. Wilhelm-Kürz-Straße 45 (Verlegt am 29.09.2006)                         | Hans Klopstock kam am 19. März 1879 in einer jüdischen Familie in Berlin zur Welt. Hans studierte Chemie an der Technischen Hochschule Charlottenburg und anschließend seit 1904 an der philosophischen Fakultät der Uni Rostock. Am 17. Mai 1906 schloss er mit Promotion als Doktor der Philosophie ab. In der Nacht der Novemberpogrome am 9. November 1938 wurde Hans Klopstock verhaftet und im Konzentrationslager Sachsenhausen inhaftiert, wo er misshandelt wurde. Dort starb er im Krankenrevier am 12. Dezember 1938.                     |
|              | HIER WOHNTE GERTRUD KREBS GEB. GUMPERT JG. 1884 FLUCHT IN DEN TOD 18.10.1941                                                                                       | Markt (vor Kaufhaus Moses) (Verlegt am 29.09.2006)                         | Gertrud Gumpert kam am 15. Januar 1884 in Fürstenwalde zur Welt. Die Familie wohnte zu diesem Zeitpunkt Am Markt 4. Bereits im Kindesalter zog Gertrud mit ihren Eltern, Isidor und Sara Gumpert, nach Berlin um. Dort wurde am 3. Mai 1889 ihre jüngere Schwester Bertha Marta geboren. Gertrud besuchte die Handelsschule in Strahlendorf, später, am 23. November 1911, heiratete sie den Kaufmann Ludwig Krebs. Die Familie wohnte in der Essener Straße 26. Am 18. Oktober 1941 beging Gertrud Krebs Suizid und entzog sich so der Deportation. |
|              | HIER WOHNTE KLAUS MARCUSE JG. 1913 FLUCHT 1939 ENGLAND ÜBERLEBT | Otto-Nuschke-Straße 9 (Verlegt am 13.07.2007)                              | Klaus Marcuse kam am 13. Oktober 1921 in Fürstenwalde zur Welt. Seine Eltern, Alfred Marcuse und Paula Sternberg, besaßen am Marktplatz in Fürstenwalde ein Kaufhaus. 1935 begann Klaus eine Lehre bei der Firma M. Strauss & Co in Berlin Wilmersdorf, die Parfümzerstäuber herstellte. Aufgrund der „Arisierung“ des Geschäftes musste er die Lehre abbrechen. Im Jahr 1938 flüchtete Klaus mit einem „trainee-permit“ für eine Bäckerlehre nach England. Dort verstarb er 2001.                                                                   |
|              | HIER WOHNTE PAULA MARCUSE GEB. STERNBERG JG. 1881 DEPORTIERT 1941 ERMORDET IN ŁODZ                                                                                 | Otto-Nuschke-Straße 9 (Verlegt am 13.07.2007)                              | Paula Sternberg kam am 19. Dezember 1881 in Berlin-Spandau zur Welt. Paula heiratete am 24. April 1906 den Fürstenwalder Alfred Roderick Marcuse, der auf dem Marktplatz ein Kaufhaus betrieb. Am 25. Oktober 1941 wurde Paula Marcuse nach Litzmannstadt (polnisch: Łódź) deportiert und dort ermordet. |
|              | HIER WOHNTE EVA FLORA PRAGER GEB. STORCH JG. 1914 DEPORTIERT 1941 ERMORDET IN ŁODZ                                                                                 | Eisenbahnstraße 147 (Verlegt am 06.09.2017)                                | Eva Storch kam am 18. Mai 1914 in Bukowitz zur Welt. Zusammen mit ihren Eltern Rosa und Heimann Storch und ihrer Schwester Hilde zog sie 1929 nach Fürstenwalde, wo die Familie ein Geschäft für Damen- und Herrenkonfektion führte. Im Dezember 1938 heiratete sie Josef Prager und zog zu ihm nach Berlin-Mitte. Am 3. Februar 1943 wurde Eva zusammen mit ihrem Ehemann mit dem Transport Nr. 28 ins Vernichtungslager Auschwitz-Birkenau deportiert und dort ermordet.                                                                           |
|              | JOSEF 'JOSSEL' PRAGER JG. 1909 DEPORTIERT 1943 ERMORDET IN AUSCHWITZ                                                                                               | Eisenbahnstraße 147 (Verlegt am 06.09.2017)                                | Josef Prager kam am 13. Oktober 1909 in Kattowitz zur Welt. Im Dezember 1938 heiratete er die aus Fürstenwalde stammende Eva Storch. Die Hochzeit wurde in der Familiengastwirtschaft gefeiert. Im Juni 1940 bekam Josef eine Zwangsarbeitsstelle in der Siemens-Schuckerteerke AG in Berlin-Siemensstadt zugewiesen. Am 3. Februar 1943 wurde er zusammen mit seiner Ehefrau Eva mit dem Transport Nr. 28 ins Vernichtungslager Auschwitz-Birkenau deportiert und dort ermordet.                                                                    |
|              | HIER WOHNTE RICHARD SOLAND JG. 1898 IM WIDERSTAND 1933 SA-HAFT / FOLTER ERMORDET 10.6.1941 HEIL- UND PFLEGEANSTALT BERNBURG                                        | Carl-Cheret-Straße 8a (Verlegt am 09.05.2006)                              | Richard Soland kam am 16. Mai 1898 in Fürstenwalde zur Welt. Er war aktives Mitglied des RFB, des paramilitärischen Kampfverbandes der KPD. Nach der Machtübernahme wurde er im Jahr 1933 verhaftet und während des Verhörs schwer gefoltert. Diese schweren traumatischen Erfahrungen führten zu seiner Einweisung in eine Nervenheilanstalt. Im Zuge der Krankenmordaktion T4 wurde er in die Landes-Heil- und Pflegeanstalt Bernburg an der Saale transportiert und am 10. Juni 1941 in der Tötungsanstalt ermordet.                              |
|              | HIER WOHNTE HEIMANN STORCH JG. 1876 DEPORTIERT 1942 GHETTO WARSCHAU ?                                                                                              | Eisenbahnstraße 147 (Verlegt am 29.09.2006)                                | Heimann Storch kam am 11. November 1876 vermutlich in Danzig in einer jüdischen Familie zur Welt. In den Jahren 1922 bis 1929 lebte die Familie in Frankfurt an der Oder und siedelte letztendlich nach Fürstenwalde um. Heimann Storch wurde am 2. April 1942 ins Warschauer Ghetto deportiert. Seine Frau Rosa war vermutlich ebenfalls in dem Transport. Dort verliert sich ihre Spuren. |
|              | HIER WOHNTE ROSA STORCH GEB. BEHRENDT JG. 1889 ? | Eisenbahnstraße 147 (Verlegt am 29.09.2006)                                | Rosa Behrendt kam am 13. Februar 1889 in einer jüdischen Familie in Marienburg zur Welt. In den Jahren 1922 bis 1929 lebte die Familie in Frankfurt an der Oder und siedelte letztendlich nach Fürstenwalde um. Heimann Storch wurde am 2. April 1942 ins Warschauer Ghetto deportiert. Rosa war vermutlich ebenfalls in dem Transport. Dort verliert sich ihre Spur. |
|              | HIER WOHNTE RICHARD WEISSENSTEINER JG. 1907 IM WIDERSTAND VERHAFTET 16.9.1942 HINGERICHTET 13.5.1943                                                               | Otto-Nuschke-Straße 16 (Verlegt am 29.09.2006)                             | Richard Weißensteiner kam am 6. Februar 1907 im damals österreichischen Pola (heute Kroatien) zur Welt. Im Jahr 1934 zog er zu seinem Bruder Walter nach Fürstenwalde und bekam zwei Jahre später die deutsche Staatsbürgerschaft zugesprochen. Er war im Widerstand. Am 16. September 1942 fiel Richard in Berlin in die Hände der Gestapo. Seine Frau wurde auf die Intervention ihres Vaters hin im Dezember 1943 entlassen. Richard, zum Tode verurteilt, wurde am 13. Mai 1943 in Berlin-Plötzensee durch das Fallbeil hingerichtet.            |
|              | HIER WOHNTE MARTHA WOLFSKY JG. 1898 IM WIDERSTAND 1933 SA-HAFT / FOLTER ERMORDET 10.6.1941 HEIL- UND PFLEGEANSTALT BERNBURG                                        | Markt (Ecke Domstraße) (Verlegt am 07.05.2021)                             | Martha Wolfsky kam am 14. Mai 1883 in Grünberg in einer jüdischen Familie zur Welt. Sie lebte mit ihren Eltern Johanna née Halpert und Gustav Wolfsky sowie ihrer Schwester Amalie in Fürstenwalde. Dort arbeiteten Martha und Amalie im Mode- und Stoffgeschäft von Walter Heilbut. Später wohnte Martha in Berlin-Charlottenburg. Am 13. Januar 1942 wurde sie ins Ghetto in Riga deportiert. Dort verliert sich ihre Spur. Im gleichen Transport befand sich auch ihre Schwester Amalie Heilbut.                                                  |

### Samariteranstalten
Die Samariteranstalten von Fürstenwalde/Spree wurden 1892 mit dem Zweck der „Übung der Barmherzigkeit an Unmündigen und Elenden aller Art ohne Unterschied der Konfession, ferner die Ausbildung von Arbeitern und Arbeiterinnen für den Barmherzigkeitsdienst“ gegründet. Zahlreiche Insassen der Anstalten wurden vom NS-Regime im Rahmen der Aktion T4 ermordet.
| Stolperstein | Inschrift | Verlegeort (und -ort)                                                      | Name, Kurzbiographie |
| ------------ | --- | -------------------------------------------------------------------------- | --- |
|              | HIER LEBTE FRIEDA B. JG. 1910 'VERLEGT' 1939 HEILANSTALT BERNBURG ERMORDET 27.6.1941 'AKTION T4'                                                            | Samariteranstalten (Weg zum Lutherhaus) (Verlegt am 07.05.2012)            | Frieda Beuttel kam im Jahr 1910 zur Welt. Sie war Bewohnerin in den Samariteranstalten Fürstenwalde/Spree in Ketschendorf. Im Zuge der Krankenmordaktion T4 wurde sie in die Landes-Heil- und Pflegeanstalt Bernburg an der Saale transportiert und in der Tötungsanstalt am 27. Juni 1941 ermordet. |
|              | HIER LEBTE ERWIN BENDIG JG. 1931 PATIENT IN MEHREREN HEILANSTALT 'VERLEGT' 12.2.1941 BERNBURG ERMORDET 12.2.1941 'AKTION T4'                                | Langwahler Straße 1 (Villa Germania) (Verlegt am 06.09.2006)               | Erwin Bendig kam im Jahr 1931 zur Welt. Er war Bewohner in mehreren Heilanstalten, u. a. in den Samariteranstalten Fürstenwalde/Spree in Ketschendorf. Am 12. Februar 1941 wurde er im Zuge der Krankenmordaktion T4 in die Landes-Heil- und Pflegeanstalt Bernburg an der Saale transportiert und in der Tötungsanstalt ermordet. |
|              | HIER LEBTE ELISABETH D. JG. 1923 'VERLEGT' 1941 HEILANSTALT BERNBURG ERMORDET 21.2.1941 'AKTION T4'                                                         | Samariteranstalten (Weg zum Lutherhaus) (Verlegt am 07.05.2012)            | Elisabeth Dost kam im Jahr 1923 zur Welt. Sie war Bewohnerin in den Samariteranstalten Fürstenwalde/Spree in Ketschendorf. Im Zuge der Krankenmordaktion T4 wurde sie in die Landes-Heil- und Pflegeanstalt Bernburg an der Saale transportiert und in der Tötungsanstalt am 21. Februar 1941 ermordet. |
|              | HIER LEBTE CHARLOTTE F. JG. 1902 ERMORDET 7.11.1940 IN 'HEILANSTALT' BERNBURG T4-AKTION                                                                     | Samariteranstalten (Haus Posen) (Verlegt am 04.07.2008)                    | Charlotte Forner kam am 1. Juni 1902 zur Welt. Sie war Bewohnerin der Samariteranstalten Fürstenwalde/Spree in Ketschendorf. Im Zuge der Krankenmordaktion T4 wurde sie in unterschiedliche Einrichtungen transportiert und am 27. November 1941 in der Tötungsanstalt der Landesanstalt Görden in Brandenburg an der Havel ermordet. |
|              | HIER LEBTE HUGO FECHTER JG. 1885 PATIENT IN MEHREREN HEILANSTALTEN 'VERLEGT' 31.8.1940 BRANDENBURG ERMORDET 31.8.1940 'AKTION T4'                           | Langewahler Straße 70 (vor dem Verwaltungsgebäude) (Verlegt am 02.12.2017) | Hugo Fechter kam im Jahr 1885 zur Welt. Er war Bewohner in mehreren Heilanstalten, u. a. in den Samariteranstalten Fürstenwalde/Spree in Ketschendorf. Im Zuge der Krankenmordaktion T4 wurde er in die Landesanstalt Görden in Brandenburg an der Havel transportiert und in der Tötungsanstalt am 31. August 1940 ermordet. |
|              | HIER WOHNTE KURT FLÖRICKE PATIENT IN MEHREREN HEILANSTALTEN 1934 ZWANGSSTERILISIERT RUDOLF-VIRCHOW KRANKENHAUS BERLIN ERMORDET 2.3.1944 HEILANSTALT HADAMAR | Langewahler Straße 70 (vor dem Verwaltungsgebäude) (Verlegt am 02.12.2017) | Kurt Flöricke war Bewohner in mehreren Heilanstalten, u. a. in den Samariteranstalten Fürstenwalde/Spree in Ketschendorf. Im Jahr 1934 wurde er im Rudolf-Virchow-Krankenhaus in Berlin zwangssterilisiert und am 2. März 1944 in der Tötungsanstalt Hadamar in Hessen ermordet. |
|              | HIER WOHNTE WALTER FÜRSTENBERG JG. 1885 PATIENT IN MEHREREN HEILANSTALTEN 'VERLEGT' 24.6.1941 BERNBURG ERMORDET 24.6.1941 'AKTION T4'                       | Langewahler Straße 70 (vor dem Verwaltungsgebäude) (Verlegt am 02.12.2017) | Walter Fürstenberg kam im Jahr 1885 zur Welt. Er war Bewohner in mehreren Heilanstalten, u. a. in den Samariteranstalten Fürstenwalde/Spree in Ketschendorf. Am 24. Juni 1941 wurde er im Zuge der Krankenmordaktion T4 in die Landes-Heil- und Pflegeanstalt Bernburg an der Saale transportiert und in der Tötungsanstalt ermordet. |
|              | HIER LEBTE LINA G. JG. 1900 ERMORDET 27.11.1940 IN 'HEILANSTALT' BERNBURG 'AKTION T4'                                                                       | Samariteranstalten (Korczak-Schule) (Verlegt am 04.08.2008)                | Lina Grenzdörfer kam im Jahr 1931 zur Welt. Sie war Bewohnerin in mehreren Heilanstalten, u. a. in den Samariteranstalten Fürstenwalde/Spree in Ketschendorf. Im Zuge der Krankenmordaktion T4 wurde sie in die Landes-Heil- und Pflegeanstalt Bernburg an der Saale transportiert und am 27. November 1940 in der Tötungsanstalt ermordet. |
|              | HIER WOHNTE WERA G. JG. 1923 ERMORDET 5.8.1941 HEIL- U. PFLEGEANSTALT BERNBURG T4-AKTION                                                                    | August-Bebel-Straße 1–4 (Verlegt am 30.11.2005)                            | Wera Gosdzan kam am 7. Januar 1923 in Cottbus zur Welt. Ein Arzt veranlasste am 30. September 1930 die Überweisung in eine Heilanstalt mit der Begründung, dass Wera „sehr laut und motorisch sehr unruhig“ und „alle Erziehungsmaßnahmen im Elternhause bis jetzt fehlgeschlagen“ seien. Seit dem 31. Januar 1934 war sie dann Bewohnerin in den Samariteranstalten Fürstenwalde/Spree in Ketschendorf. Hier blieb sie anderthalb Jahre, bis sie über die Landesanstalten in Landsberg an der Warthe und die Landesanstalt Teupitz im Zuge der Krankenmordaktion T4 in die Landes-Heil- und Pflegeanstalt Bernburg an der Saale transportiert und am 5. August 1941 in der Tötungsanstalt ermordet wurde. |
|              | HIER LEBTE ERIKA H. JG. 1920 ERMORDET 7.3.1941 IN 'HEILANSTALT' BERNBURG 'AKTION T4'                                                                        | Samariteranstalten (Korczak-Schule) (Verlegt am 04.07.2008)                | Erika Hagelke kam am 3. Mai 1920 zur Welt. Sie war Bewohnerin in den Samariteranstalten Fürstenwalde/Spree in Ketschendorf. Im Zuge der Krankenmordaktion T4 wurde sie über mehrere Anstalten in die Landes-Heil- und Pflegeanstalt Bernburg an der Saale transportiert und am 7. März 1940 in der Tötungsanstalt ermordet. |
|              | HIER LEBTE WILLI H. JG. 1922 'VERLEGT' 1941 HEILANSTALT BERNBURG ERMORDET 19.6.1941 'AKTION T4'                                                             | Samariteranstalten (Weg zum Lutherhaus) (Verlegt am 07.05.2022)            | Willi Hente kam im Jahr 1922 zur Welt. Er war Bewohner in den Samariteranstalten Fürstenwalde/Spree in Ketschendorf. Im Zuge der Krankenmordaktion T4 wurde er in die Landes-Heil- und Pflegeanstalt Bernburg an der Saale transportiert und am 16. Juni 1941 in der Tötungsanstalt ermordet. |
|              | HIER LEBTE HERBERT K. JG. 1923 'VERLEGT' 1940 HEILANSTALT BERNBURG ERMORDET 27.6.1941 'AKTION T4'                                                           | Samariteranstalten (Weg zum Lutherhaus) (Verlegt am 07.05.2012)            | Herbert Kujat kam im Jahr 1923 zur Welt. Er war Bewohner in den Samariteranstalten Fürstenwalde/Spree in Ketschendorf. Im Zuge der Krankenmordaktion T4 wurde er in die Landes-Heil- und Pflegeanstalt Bernburg an der Saale transportiert und am 19. Juni 1941 in der Tötungsanstalt ermordet. |
|              | HIER LEBTE H. F. WILHELM K. JG. 1886 VERLEGT 1941 ZWANGSSTERILISIERT ERMORDET IN 'HEILANSTALT' BERNBURG 'AKTION T4'                                         | Samariteranstalten (Korczak-Schule) (Verlegt am 04.07.2008)                | Wilhelm Kablitz kam im Jahr 1886 zur Welt. Wegen seiner geistigen Behinderung wurde er zwangssterilisiert und in die Anstaltspflege aufgenommen. Von 1936 bis 1941 war er Bewohner in den Samariteranstalten Fürstenwalde/Spree in Ketschendorf. Im Zuge der Krankenmordaktion T4 wurde er über die Wittenauer Heilanstalten und die Landesanstalt Neuruppin mit einem Sammeltransport in die Landes-Heil- und Pflegeanstalt Bernburg an der Saale transportiert und am 5. März 1941 in der Tötungsanstalt ermordet. |
|              | HIER LEBTE URSULA KOWALSKI JG. 1913 PATIENTIN IN MEHREREN HEILANSTALTEN 'VERLEGT' 27.1.1941 BERNBURG ERMORDET 27.1.1941 'AKTION T4'                         | Langwahler Straße 1 (Villa Germania) (Verlegt am 06.09.2017)               | Ursula Kowalski kam im Jahr 1913 als gesundes Kind zur Welt. Mit vier Jahren erkrankte sie an Meningitis (Hirnhautentzündung). Trotz Genesung blieben geistige Schäden zurück. Ursulas weiteres Leben fand nun in verschiedenen Heilanstalten statt. Unter anderen war sie Bewohnerin in den Samariteranstalten Fürstenwalde/Spree in Ketschendorf. Im Zuge der Krankenmordaktion T4 wurde sie in die Landes-Heil- und Pflegeanstalt Bernburg an der Saale transportiert und am 27. Januar 1941 in der Tötungsanstalt ermordet. |
|              | HIER LEBTE HILDEGARD L. JG. 1926 VERLEGT 1939 ERMORDET 1940 IN LANDESANSTALT BRANDENBURG T4-AKTION                                                          | Samariteranstalten (Haus Posen) (Verlegt am 04.07.2008)                    | Hildegard Linke kam im Jahr 1926 zur Welt. Wegen Epilepsie war sie in der Anstaltspflege und in der Zeit von 1937 bis 1939 Bewohnerin in den Samariteranstalten Fürstenwalde/Spree in Ketschendorf. Im Zuge der Krankenmordaktion T4 wurde sie über die Landesanstalten Brandenburg-Görden und Neuruppin in die Landes-Heil- und Pflegeanstalt Bernburg an der Saale transportiert und am 20. Juni 1940 in der Tötungsanstalt ermordet. |
|              | HIER LEBTE ELSBETH N. JG. 1888 ERMORDET 27.11.1940 IN 'HEILANSTALT' BERNBURG T4-AKTION                                                                      | Samariteranstalten (vor den Lutherhaus) (Verlegt am 04.07.2008)            | Elsbeth Naeser kam am 3. März 1888 zur Welt. Sie war Bewohnerin in den Samariteranstalten Fürstenwalde/Spree in Ketschendorf. Im Zuge der Krankenmordaktion T4 wurde sie über mehrere Anstalten in die Landes-Heil- und Pflegeanstalt Bernburg an der Saale transportiert und am 27. November 1940 in der Tötungsanstalt ermordet. |
|              | HIER LEBTE KÄTE NAUMANN JG. 1899 PATIENTIN IN MEHREREN HEILANSTALTEN 'VERLEGT' 7.3.1941 BERNBURG ERMORDET 7.3.1941 'AKTION T4'                              | Langewahler Straße 70 (vor dem Verwaltungsgebäude) (Verlegt am 02.12.2017) | Käte Naumann kam im Jahr 1899 zur Welt. Sie war Bewohnerin unterschiedlicher Heilanstalten, u. a. in den Samariteranstalten Fürstenwalde/Spree in Ketschendorf. Im Zuge der Krankenmordaktion T4 wurde sie in die Landes-Heil- und Pflegeanstalt Bernburg an der Saale transportiert und am 7. März 1941 in der Tötungsanstalt ermordet. |
|              | HIER LEBTE ALMA NEUMANN JG. 1890 PATIENTIN IN MEHREREN HEILANSTALTEN 'VERLEGT' 7.3.1941 BERNBURG ERMORDET 7.3.1941 'AKTION T4'                              | Langewahler Straße 70 (vor dem Verwaltungsgebäude) (Verlegt am 02.12.2017) | Alma Neumann kam im Jahr 1890 zur Welt. Sie war Bewohnerin in unterschiedlichen Heilanstalten, u. a. in den Samariteranstalten Fürstenwalde/Spree in Ketschendorf. Im Zuge der Krankenmordaktion T4 wurde sie in die Landes-Heil- und Pflegeanstalt Bernburg an der Saale transportiert und am 7. März 1941 in der Tötungsanstalt ermordet. |
|              | HIER LEBTE ELISABETH NEYE JG. 1905 PATIENTIN IN MEHREREN HEILANSTALTEN 'VERLEGT' 7.3.1941 BERNBURG ERMORDET 7.3.1941 'AKTION T4'                            | Langewahler Straße 70 (vor dem Verwaltungsgebäude) (Verlegt am 02.12.2017) | Elisabeth Neye kam im Jahr 1905 zur Welt. Sie war Bewohnerin in unterschiedlichen Heilanstalten, u. a. in den Samariteranstalten Fürstenwalde/Spree in Ketschendorf. Im Zuge der Krankenmordaktion T4 wurde sie über mehrere Anstalten in die Landes-Heil- und Pflegeanstalt Bernburg an der Saale transportiert und am 7. März 1941 in der Tötungsanstalt ermordet. |
|              | HIER LEBTE URSULA R. JG. 1925 VERLEGT 1941 ERMORDET IN 'HEILANSTALT' BERNBURG T4-AKTION                                                                     | Samariteranstalten (vor den Lutherhaus) (Verlegt am 04.07.2008)            | Ursula Radke kam am 12. Februar 1925 zur Welt. Wegen Epilepsie war sie in Anstaltspflege und in der Zeit von 1939 bis 1941 Bewohnerin in den Samariteranstalten Fürstenwalde/Spree in Ketschendorf. Im Zuge der Krankenmordaktion T4 wurde sie über die Landesanstalten in Landsberg an der Warthe (polnisch: Gorzów) und in Teupitz in die Landes-Heil- und Pflegeanstalt Bernburg an der Saale transportiert und am 5. August 1941 in der Tötungsanstalt ermordet. |
|              | HIER LEBTE EMMA SCHRECKLEIN JG. 1923 PATIENTIN IN MEHREREN HEILANSTALT 'VERLEGT' 25.6.1941 BERNBURG ERMORDET 25.6.1941 'AKTION T4'                          | Langewahler Straße 70 (vor dem Verwaltungsgebäude) (Verlegt am 02.12.2017) | Emma Schrecklein kam im Jahr 1923 zur Welt. Sie war Bewohnerin in unterschiedlichen Heilanstalten, u. a. in den Samariteranstalten Fürstenwalde/Spree in Ketschendorf. Im Zuge der Krankenmordaktion T4 wurde sie in die Landes-Heil- und Pflegeanstalt Bernburg an der Saale transportiert und am 25. Juni 1941 in der Tötungsanstalt ermordet. |
|              | HIER LEBTE FRIEDRICH V. JG. 1869 VERLEGT 1941 ERMORDET IN 'HEILANSTALT' BERNBURG T4-AKTION                                                                  | Samariteranstalten (vor den Lutherhaus) (Verlegt am 04.07.2008)            | Friedrich Vogler kam am 10. September 1869 zur Welt. Wegen Schizophrenie war er in Anstaltspflege und in der Zeit von 1936 bis 1941 ein Bewohner in den Samariteranstalten Fürstenwalde/Spree in Ketschendorf. Im Zuge der Krankenmordaktion T4 wurde er über die Wittenauer Heilanstalten und die Landesanstalt Neuruppin mit einem Sammeltransport 1941 in die Landes-Heil- und Pflegeanstalt Bernburg an der Saale transportiert und in der Tötungsanstalt ermordet. |
|              | HIER LEBTE ELISABETH W. JG. 1922 ERMORDET 7.2.1941 IN 'HEILANSTALT' BERNBURG T4-AKTION                                                                      | Samariteranstalten (Haus Posen) (Verlegt am 04.07.2008)                    | Elisabeth Winzer kam am 12. Mai 1922 zur Welt. Sie war Bewohnerin in den Samariteranstalten Fürstenwalde/Spree in Ketschendorf. Im Zuge der Krankenmordaktion T4 wurde sie in die Landes-Heil- und Pflegeanstalt Bernburg an der Saale transportiert und am 7. Februar 1941 in der Tötungsanstalt ermordet. |

### Im Museum Fürstenwalde
Es gab keine Genehmigung der Familie Heilbut für die Verlegung der vier Stolpersteine. Zugestimmt wurde jedoch der Ausstellung im Museum Fürstenwalde.
| Stolperstein | Inschrift | Verlegeort (und -ort) | |
| ------------ | --- | --------------------- | --- |
|              | HIER WOHNTE AMALIE HEILBUT GEB. WOLFSKY JG. 1881 FLUCHTVERSUCH 1938 SCHWEIZ VON SS VERHAFTET DEPORTIERT 1942 RIGA ? | Museum Fürstenwalde   | Die Stolpersteine der Familie Heilblut wurden, aufgrund von Unstimmigkeiten mit entfernten Angehörigen und nachweislich falschen Daten, nicht verlegt. Die Stolpersteine befinden sich im Heimatmuseum Fürstenwalde und ergänzen zusammen mit der jüdischen Fotografin Frieda Engel den Ausstellungsteil über die Ereignisse des 20. Jahrhunderts in Fürstenwalde. |
|              | HIER WOHNTE HANS JOCHEN HEILBUT JG. 1919 FLUCHT 1938 SCHWEIZ GERETTET / ÜBERLEBT DÄNEMARK                           | Museum Fürstenwalde   | Die Stolpersteine der Familie Heilblut wurden, aufgrund von Unstimmigkeiten mit entfernten Angehörigen und nachweislich falschen Daten, nicht verlegt. Die Stolpersteine befinden sich im Heimatmuseum Fürstenwalde und ergänzen zusammen mit der jüdischen Fotografin Frieda Engel den Ausstellungsteil über die Ereignisse des 20. Jahrhunderts in Fürstenwalde. |
|              | HIER WOHNTE HILDE HEILBUT VERH. BANJAMIN ALTER UNBEKANNT FLUCHT 1938 SCHWEIZ GERETTET / ÜBERLEBT ENGLAND            | Museum Fürstenwalde   | Die Stolpersteine der Familie Heilblut wurden, aufgrund von Unstimmigkeiten mit entfernten Angehörigen und nachweislich falschen Daten, nicht verlegt. Die Stolpersteine befinden sich im Heimatmuseum Fürstenwalde und ergänzen zusammen mit der jüdischen Fotografin Frieda Engel den Ausstellungsteil über die Ereignisse des 20. Jahrhunderts in Fürstenwalde. |
|              | HIER WOHNTE WALTER HEILBUT ALTER UNBEKANNT FLUCHTVERSUCH 1938 SCHWEIZ TOT AN DER GRENZE                             | Museum Fürstenwalde   | Die Stolpersteine der Familie Heilblut wurden, aufgrund von Unstimmigkeiten mit entfernten Angehörigen und nachweislich falschen Daten, nicht verlegt. Die Stolpersteine befinden sich im Heimatmuseum Fürstenwalde und ergänzen zusammen mit der jüdischen Fotografin Frieda Engel den Ausstellungsteil über die Ereignisse des 20. Jahrhunderts in Fürstenwalde. |

## Verlegedaten

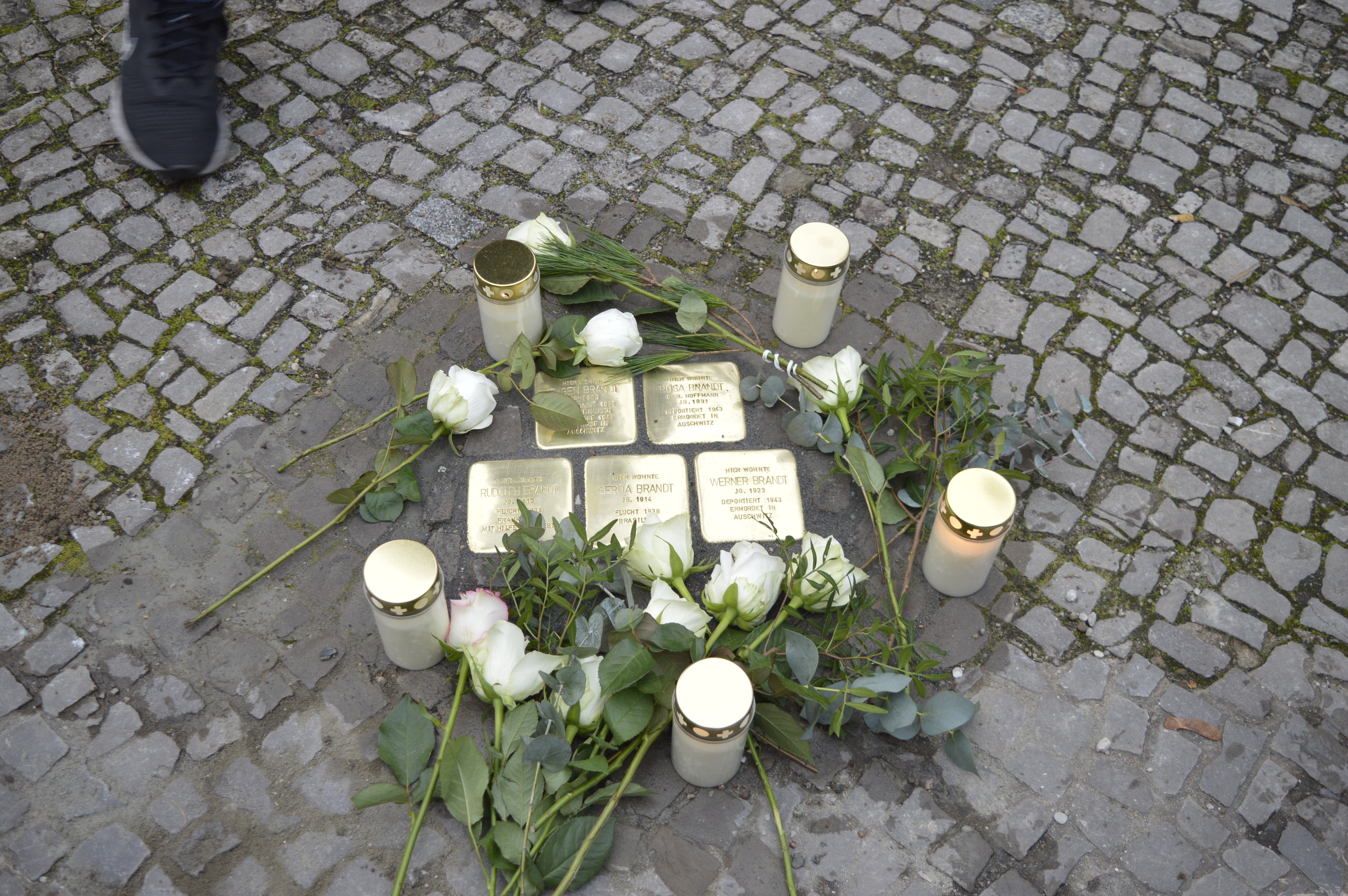
Stolpersteine der Familie Brandt wurden am 3. Dezember 2019 von Gunter Demnig verlegt.

Die Stolpersteine von Fürstenwalde wurden vom Künstler persönlich an folgenden Tagen verlegt:
- 30. November 2005
- 09. Mai 2006
- 29. September 2006
- 13. Juli 2007
- 04. Juli 2008
- 17. November 2009
- 07. Mai 2012
- 06. September 2017
- 02. Dezember 2017
- 03. Dezember 2019
- 06. November 2021
- 19. Mai 2022